# Dubina (Libá)
Dubina (deutsch Eichelberg) ist eine Wüstung in Tschechien. Sie liegt einen Kilometer nördlich von Hohenberg an der Eger auf dem Gebiet der Gemeinde Libá im Okres Cheb.

## Geographie

### Geographische Lage
Dubina befindet sich linksseitig der Eger unmittelbar an der deutsch-tschechischen Grenze auf dem Gebiet des Naturparkes Smrčiny im Fichtelgebirge. Nördlich erheben sich die Stráně (Gehängberg, 568 m) und die Blatná (Plattenberg, 541 m), im Süden der Birkenbühl (544 m) sowie südwestlich der Steinberg (653 m), Basalthügel (652 m) und Heiligenberg (651 m).

### Ortsgliederung
Dubina bildet eine Grundsiedlungseinheit und einen Katastralbezirk der Gemeinde Libá.

### Nachbargemeinden
Nachbarorte waren Libá im Norden, Hůrka und Lužná im Nordosten, Dobrošov und Pomezná im Osten, Bříza, Rybáře und Fischern im Südosten, Hammermühle und Hohenberg an der Eger im Süden, Ottenlohe, Steinhäuser, Kothigenbibersbach und Neuenreuth im Südwesten, Neuenmühle, Neuhaus an der Eger und Massemühle im Westen sowie Sommerhau und Silberbach im Nordwesten.

## Geschichte
Die Streusiedlung am Südabfall des Plattenberges zum Egertal entstand wahrscheinlich um 1400. Die erste schriftliche Erwähnung des Dorfes Aichelberg erfolgte 1572. Im 18. Jahrhundert wurde in Eichelberg eine Kiesbrecherei betrieben; sie wurde bei einem Hochwasser der Eger zerstört und im Jahre 1800 als Mahl- und Sägemühle Steinmühle (Kamenný mlýn) wiederaufgebaut. Die Bewohner lebten von der Landwirtschaft und Forstarbeit. Im 19. Jahrhundert kamen als weitere Erwerbsquellen die Heimweberei und Handschuhmascherei hinzu, im Dorf waren mehr als 100 Personen mit derartiger Heimarbeit beschäftigt. Im Jahre 1845 bestand Eichlberg aus 45 Häusern mit 240 Einwohnern. Im Ort gab es zwei Mahlmühlen sowie eine Drahtmühle und eine Ölmühle. Bis zur Mitte des 19. Jahrhunderts blieb das Dorf zur Herrschaft Liebenstein untertänig.

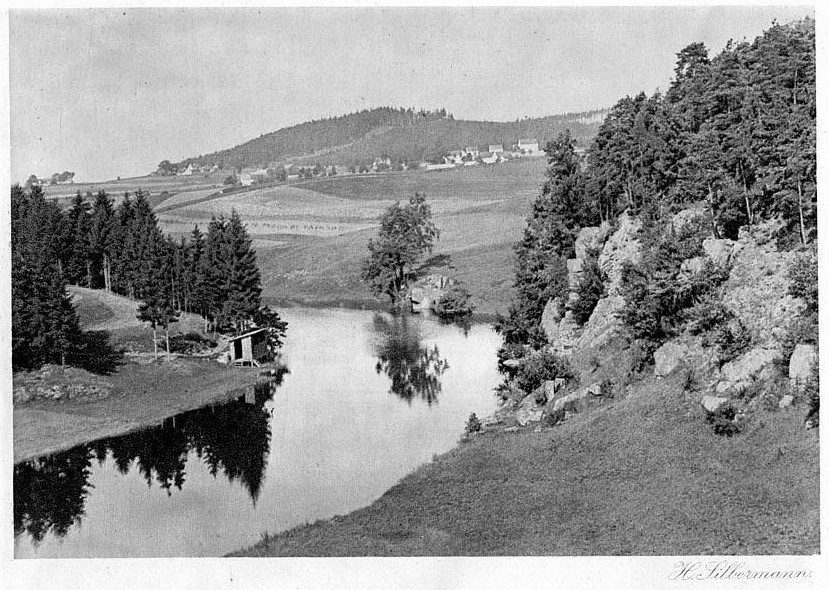
Blick über die Eger nach Eichelberg, um 1928

Nach der Aufhebung der Patrimonialherrschaften bildete Eichlberg ab 1850 mit den Ortsteilen Kammerdorf, Riehm und Tobiesenreuth eine Gemeinde im Bezirk und Gerichtsbezirk Eger. Der tschechische Ortsname Eichelberk wurde 1920 eingeführt. Der Ortsteil Kammerdorf wurde 1922
aufgelöst; der größte Teil mit dem Kammerwald wurde der neuen Gemeinde Kropitz zugeordnet, bei Eichelberg verblieben die Einschichten Klausenhof und Sorghof. Das Dorf Eichelberg bestand 1930 aus 72 Häusern mit 420 Einwohnern. In der Gemeinde lebten insgesamt 623 Personen, 1939 waren es 567. Nach dem Münchner Abkommen wurde die Gemeinde 1938 dem Deutschen Reich zugeschlagen und gehörte bis 1945 zum Landkreis Eger. Nach dem Ende des Zweiten Weltkriegs kam Eichelberk zur Tschechoslowakei zurück. Die Steinmühle stellte 1945 ihren Betrieb ein. Ein Großteil der deutschsprachigen Bevölkerung floh 1945 vor der wilden Vertreibung über die Eger nach Bayern, die übrigen wurden vertrieben. Das aus sechs Gewerbebetrieben und 52 bäuerlichen Wirtschaften bestehende Dorf konnte nur schleppend wiederbesiedelt werden, im Jahre 1946 lebten in Eichelberk lediglich zwei tschechische Verwalter. 1947 wurde die Gemeinde in Roubená umbenannt und im Jahr darauf in Dubina. 1948 wurde eine Maschinen-Traktoren-Station mit 19 Mitgliedern gebildet. Im Jahre 1950 hatte Dubina 113 Einwohner; die Schule war wegen zu geringer Schülerzahl geschlossen worden und auch den Dorfladen gab es nicht mehr. Im Zuge der Errichtung des Eisernen Vorhangs wurde die Gemeinde Dubina im Herbst 1950 offiziell aufgelöst und an Libá angeschlossen. Nachfolgend wurde das gesamte Dorf devastiert. Ende der 1970er Jahre erfolgte der Bau einer Kaserne für eine Rotte der Grenzwache.
Nach dem Fall des Eisernen Vorhangs 1989 wurde zwischen Dubina und Hammermühle ein fußläufiger Grenzübergang eingerichtet. Heute befinden sich an der Stelle des erloschenen Dorfes Wiesenland und die ehemalige Kaserne. 
Im Tal des Großbachs (bzw. Grasbachs) kann man noch Grundmauern der einstigen Steinmühle (früher Eichelberg Hausnummer 1, abgebrochen um 1946) erkennen. Auf der gegenüberliegenden Seite des Bachs befindet sich an einer Felswand eine Inschrift in französischer Sprache: " VIVE LE PROPRIETAIRE DE CETTE HERMITAGE GLE XXV D´OCTOB [1]806" ("Es lebe der Eigentümer dieser Einsiedelei, den 25. Oktober [1]806") Über deren Entstehen existieren manigfaltige Spekulationen. Als wahrscheinlich gilt, dass ein kranker oder verwundeter französischer Soldat (oder Deserteur?) aus dem Dritten Koalitionskrieg (18. Mai 1803 bis 18. Juli 1806) von den seinerzeitigen Betreibern der Mühle beherbergt und vermutlich gepflegt wurde. Mit der Inschrift habe er seinen Dank ausdrücken wollen.

## Kultur und Sehenswürdigkeiten
- Naturreservat Stráň u Dubiny an der Eger